# Шадріно (Калманський район)
Ша́дріно (рос. Шадрино) — село у складі Калманського району Алтайського краю, Росія. Адміністративний центр та єдиний населений пункт Шадрінської сільської ради.

## Населення
Населення — 690 осіб (2010; 600 у 2002).
Національний склад (станом на 2002 рік):
- росіяни — 95 %